# Tillesch Zoltán
Tillesch Zoltán (Kassa, 1886. február 6. – Budapest, 1957. június 16.) a Dorogi AC egykori elnöke, a Dorogi Szénbányák Vállalat bányaorvosa, fogorvos.

## Életrajz
A Szegedi Orvostudományi Egyetemen szerezte orvosi diplomáját. 1922-ben telepedett le Dorogon, ahol a bánya körleti orvosaként dolgozott. Az Országos Orvosszövetség és a Fogorvosok Egyletének tagja volt. Dorogon tisztséget vállalt a települést vezető képviselő-testületben. Az 1930-as évek végén a Dorogi AC elnöke lett. Házasságkötése lévén rokonságba került Dorog első számú emberével, Schmidt Sándorral, miután a bányaigazgató Teréz nevű testvérét vette feleségül. Későbbi élete is összefonódott sógora életével, miután Schmidt Sándor a budapesti főigazgatóságon kapott kinevezést, így a fővárosba költözött, egyben vele tartott közvetlen családja is. Sírhelye Dorogon van.